# Combretum hereroense
Combretum hereroense, comúnmente conocido como el arbusto de Russet o combretum de orejas de ratón, es un arbusto caducifolio o árbol pequeño que se encuentra desde el este de África hasta el norte de Sudáfrica. En ese extenso hábitat, existen variaciones con respecto a la forma de la hoja, el tamaño de la fruta y el indumento.

## Rango y hábitat
Se encuentra en el sur de Somalia, el sur de Etiopía, Uganda, Kenia, Tanzania, Malawi, Zambia, Mozambique, el sur de Angola, el norte de Namibia, Botsuana y el norte de Sudáfrica. Se producen desde cerca del nivel del mar hasta alrededor de 1.500 metros, o localmente a 2.700 sobre el nivel del mar. Son un componente de zonas abiertas de arbustos secos de varios tipos, incluyendo el mopane y los bosques secundarios de Baikiaea plurijuga.  Están regularmente presentes en montículos de termitas, las franjas de cacerolas, pantanos y dambos, o en las orillas de los ríos (en el norte de Kenia). Se producen en terreno plano o rocoso, y prosperan en sustratos arenosos o limosos.

## Descripción

### Hábito
Es un arbusto de ramas muy ramificado, con ramas caídas o en ascenso. Crecen entre 5 y 12 metros de altura.

### Hojas
Se dice que las hojas simples, elípticas u obovadas tienen forma de orejas de ratón, de ahí el nombre Combretum de ratón. Las hojas son glabras arriba y aterciopeladas abajo, y se presentan en ramitas laterales cortas.  Por lo general, tienen 3 a 4 pares de nervios laterales.

### Flores
Las plantas producen espigas con flores cremosas de color blanco a amarillento en la primavera austral, frecuentemente antes de que aparezca el follaje.

### Fruta
Los samaras marrones, de cuatro alas promedio de unos 2 cm de diámetro.

## Usos
Las hojas secas se utilizan para té, la goma se come, la madera se cosecha para combustible, y las raíces se utilizan en la medicina tradicional.

## Razas y variedades
Las razas y variedades aceptadas son:
- Combretum hereroense subsp. Hereroense - África meridiona

C. hereroense var. Parvifolium (Engl.) Wickens
C. hereroense var. Villosissimum Engl. & Diels
- Combretum hereroense subsp. Grotei (Exell) Wickens - Somalia
- Combretum hereroense subsp. Volkensii (Engl.) Wickens - Etiopía, Kenia, Tanzania

## Galería

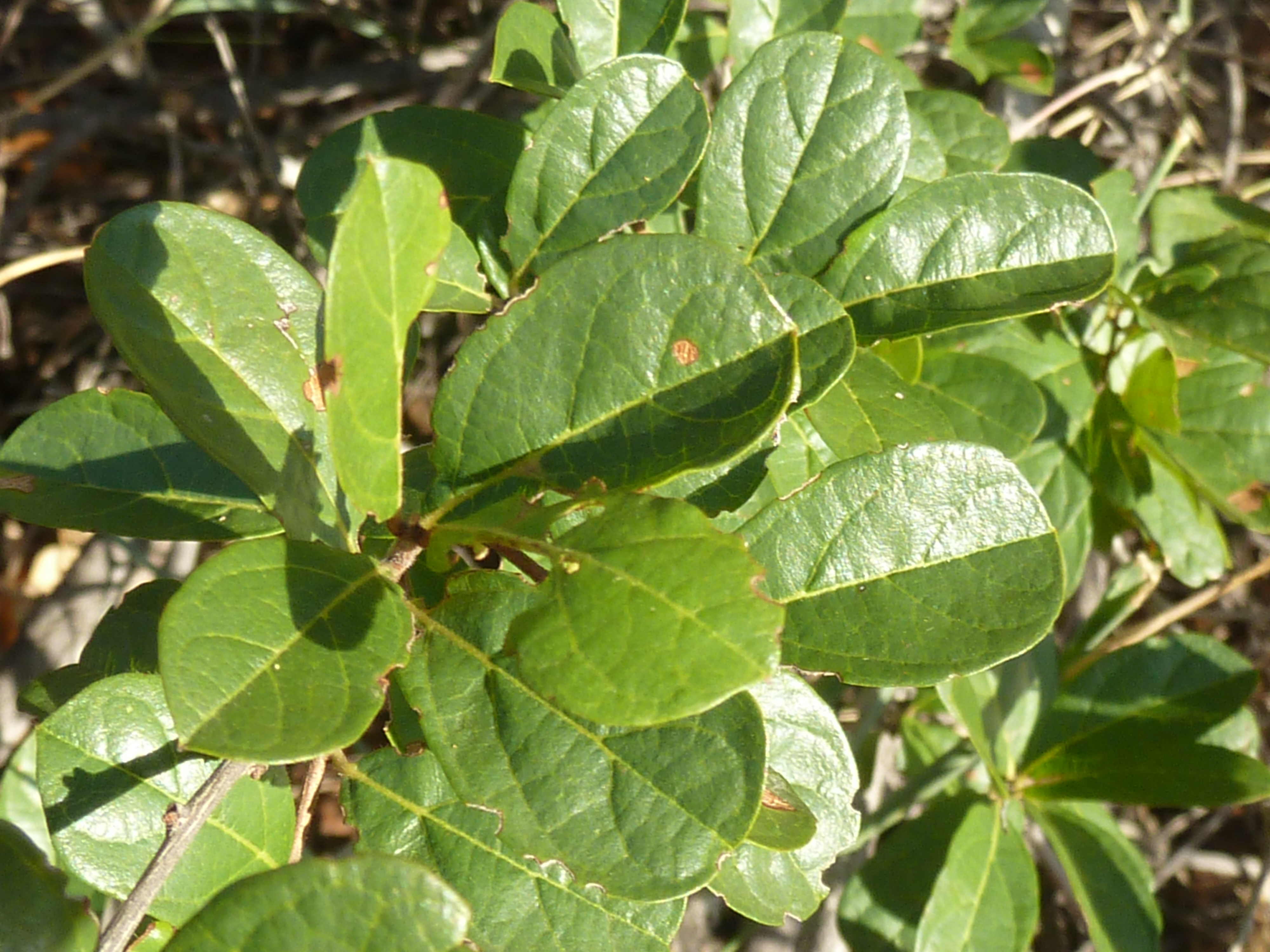
Hojas
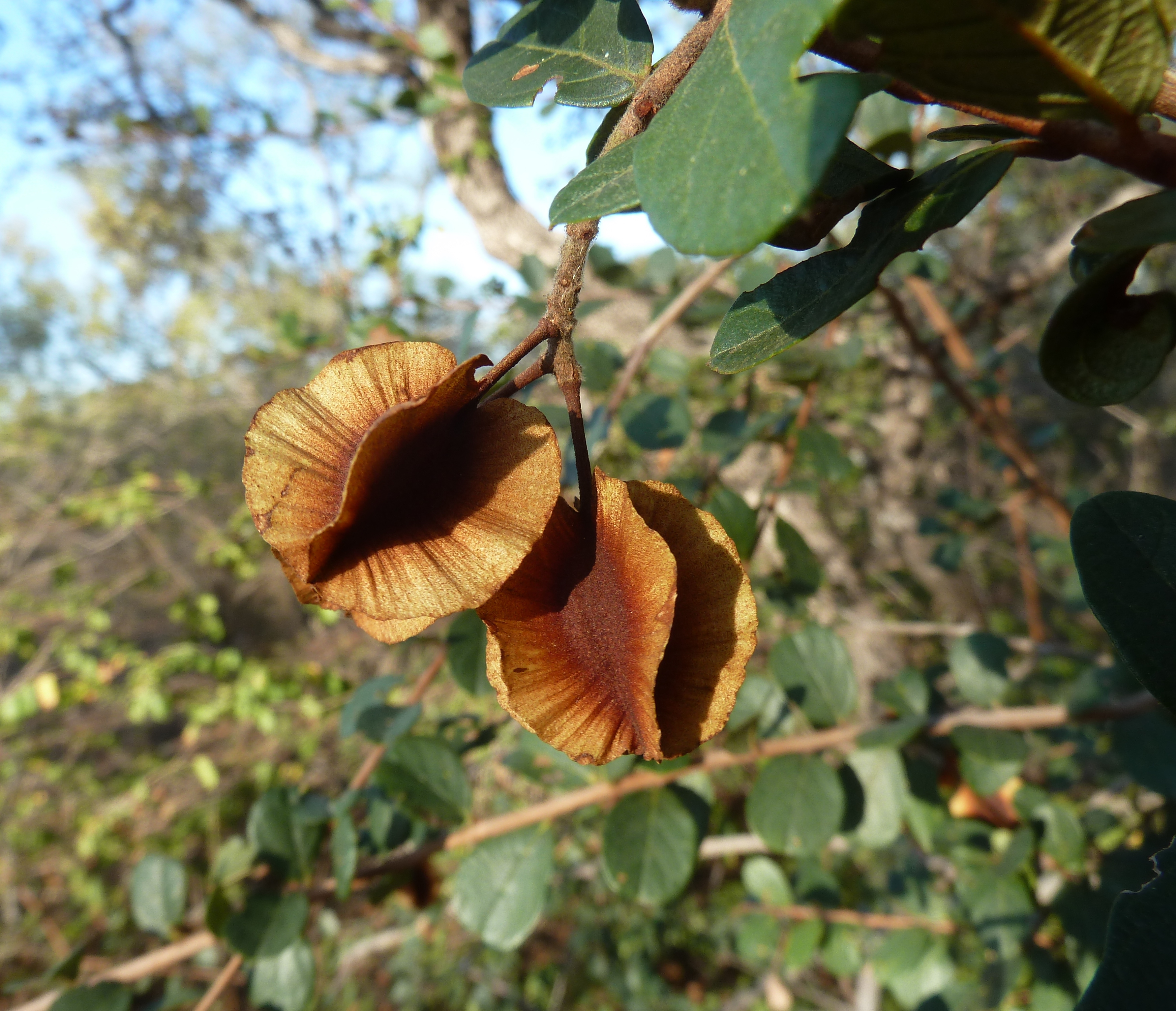
Frutos
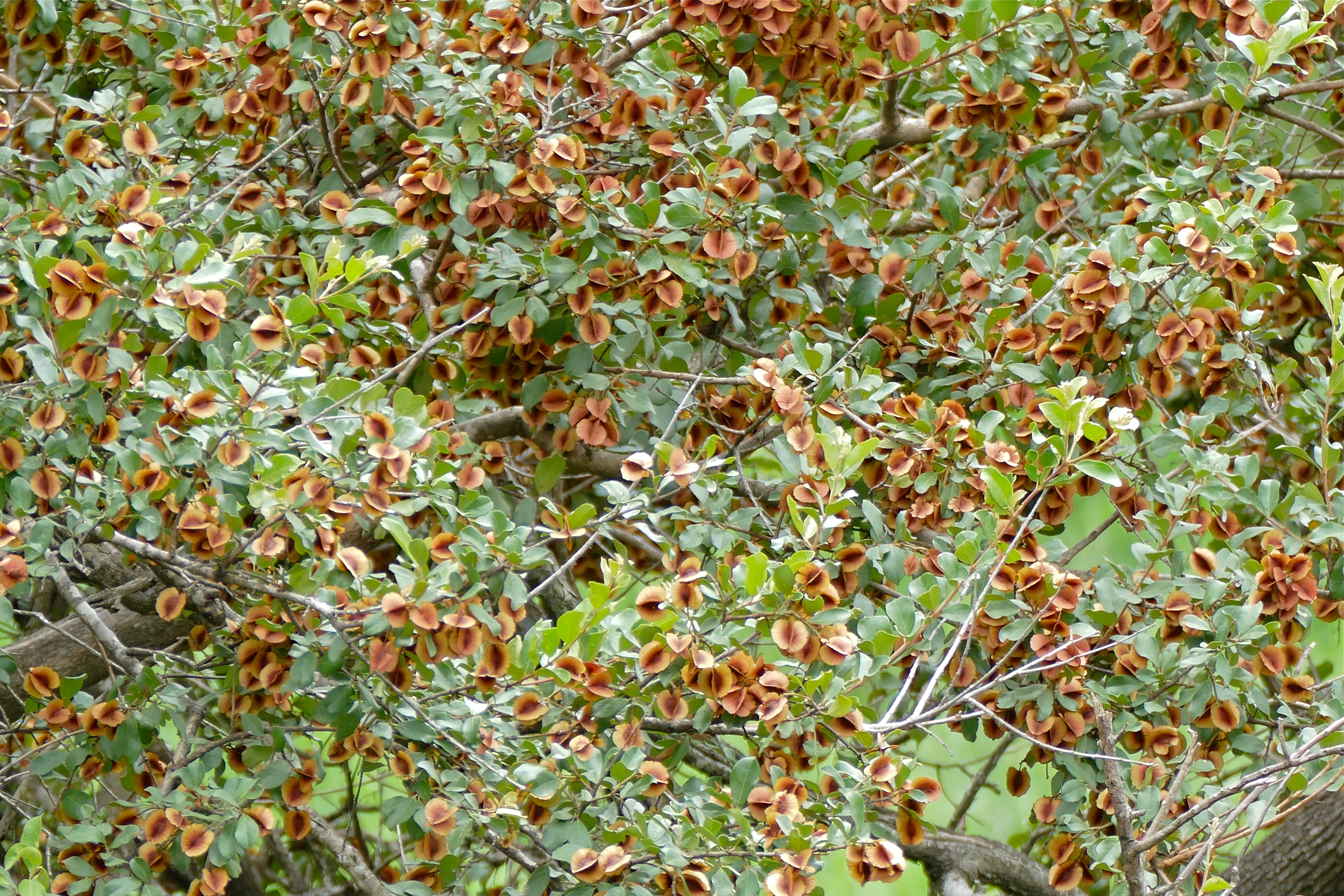
Ramas con frutos